# میشل گرنجر
میشل گرنجر (انگلیسی: Michele Granger؛ زادهٔ ۱۵ ژانویه ۱۹۷۰) بازیکن سافتبال اهل ایالات متحده آمریکا بود.
وی در مسابقات کشوری و بین‌المللی در مجموع برندهٔ ۱ مدال طلا شده‌است. گرنجر عضو تالار مشاهیر سافت بال ایالات متحده است.